# Nativizmus (politika)
A nativizmus a bennszülött vagy őshonos lakosok érdekeinek előmozdítására vagy védelmére irányuló politika a bevándorlókkal szemben, beleértve a bevándorlásellenes és bevándorlás-korlátozó intézkedések támogatását.

## Jellemzői
Egyes szociológusok a nativizmust úgy határozzák meg, mint egy külső csoporttal szembeni intenzív szembenállást, amelyet eltérő értékei és prioritásai miatt fenyegetésként jelenítenek meg a nemzet számára. Három altípusa van: szekularista nativizmus; faji nativizmus; és a populista nativizmus, amely az őshonos csoport történelmi hatalmát és presztízsét kívánja visszaállítani.
Sok politológus a nativizmust a jobboldali populista ideológia és stratégiák egyik fő jellemzőjének tekinti, amely a kortárs Európában szorosan összefügg többek közt az iszlamofóbiával.
Donald Trump a 2016-os amerikai elnökválasztáson elért győzelmét a publicisták és közvélemény-kutatók részben a nativista bevándorlási politikájának tulajdonították, amely Trump kampányának középpontjában állt.

## Etimológia
Nemzetközi szó, a latin nasci (= "születni"); és a nativus (= "veleszületett, természetes") szavakból.